# La democracia en América
La democracia en América o De la democracia en América (cuyo título original en francés es De la démocratie en Amérique) es un texto 
clásico del pensador, político, jurista e historiador francés Alexis de Tocqueville (1805–1859) sobre la democracia en los Estados Unidos, en el que el autor analiza los puntos fuertes y débiles de ese país. Fue publicado en dos partes: la primera, en 1835, y la segunda en 1840. Si bien la traducción al inglés es literalmente On Democracy in America, la obra se conoce normalmente en ese idioma por Democracy in America.

## El viaje de Tocqueville a América
En 1831 Alexis de Tocqueville y Gustave de Beaumont, ambos franceses, fueron enviados por el gobierno galo para analizar el sistema penitenciario estadounidense. Llegados a Nueva York en mayo, pasaron nueve meses viajando a través del país, observando no solamente las prisiones sino muchos otros aspectos de la sociedad estadounidense, como la economía y la política. También pasan una temporada en Canadá, en concreto el verano de 1831, tanto en el Bajo Canadá como en el Alto Canadá —provincias que luego se convertirían en Quebec y Ontario—.
Tras haber retornado a Francia en febrero de 1832, ambos redactaron el informe de 1833 sobre el sistema carcelario estadounidense titulado Du système pénitentaire aux États-Unis et de son application en France (Del sistema carcelario de los Estados Unidos y su aplicación en Francia) Beaumont escribió enseguida una novela sobre las relaciones raciales en el país estadounidense. En cambio, Tocqueville, que estaba fascinado por la política estadounidense, escribió un análisis político y hereditario

## Contenido
La democracia en América es sobre todo un análisis sobre la democracia representativa republicana, y las razones por las que había tenido tanto éxito en los Estados Unidos.
La obra se divide en dos tomos distintos, publicados de manera independiente. En la introducción al primero el autor afirma que renuncia a escribir un segundo tomo (algo que evidentemente, no cumplirá) Más que por la fecha de su publicación, ambas partes se diferencian por la temática que tratan. El primero versa sobre el impulso que el movimiento democrático (que es una transformación social, antes de concretarse en las instituciones políticas) da a la forma de gobierno, a las leyes y a la vida política, es decir, a la democracia como estructura política. El segundo tomo trata sobre la influencia que la democracia (esta vez como transformación social y como régimen político al mismo tiempo) ejerce sobre la sociedad civil, es decir, sobre las costumbres, las ideas y la vida intelectual.
Tocqueville especula sobre el futuro de la democracia estadounidense y sobre los peligros potenciales «para la democracia» y «de la democracia». Escribe que la democracia encierra el peligro de degenerar en lo que él describe como despotismo suavizado. Observa también que es esencial el papel del cristinianismo como factor influyente para el establecimiento de la república democrática (esencialmente en su defensa de la libertad y la igualdad), aunque ese papel de la religión se entiende naturalmente separado del gobierno, aceptando la laicidad del Estado, a distinción del laicismo francés y del confesionalismo inglés.

### Sobre el gobierno de las mayorías y la mediocridad
Más allá de la erradicación de la aristocracia del Viejo Mundo, los estadounidenses comunes también se negaron a ceder a aquellos que poseen, como lo expresó Tocqueville, con un talento y una inteligencia superiores, y estas elites naturales no pudieron disfrutar de una gran participación en el poder político como resultado. Los estadounidenses comunes disfrutaron de demasiado poder y reclamaron una voz demasiado grande en la esfera pública para diferir a los intelectuales superiores. Esta cultura promovió una igualdad relativamente pronunciada, argumentó Tocqueville, pero las mismas costumbres y opiniones que aseguraban tal igualdad también promovían la mediocridad. Aquellos que poseían verdadera virtud y talento quedaron con opciones limitadas.
Tocqueville dijo que a los que tenían más educación e inteligencia les quedaban dos opciones: podrían unirse a círculos intelectuales limitados para explorar los problemas complejos y pesados que enfrenta la sociedad, o podrían usar sus talentos superiores para acumular grandes fortunas en el sector privado. Tocqueville escribió que no sabía de ningún país donde «hubiese menos independencia mental y verdadera libertad de discusión que en Estados Unidos».
Ha culpado a la omnipotencia del gobierno de las mayorías como un factor principal para reprimir el pensamiento: «La mayoría ha encerrado el pensamiento dentro de una cerca formidable. Un escritor es libre dentro de esa área, pero ¡ay del hombre que va más allá, no es que tenga miedo! de una inquisición, pero debe enfrentar todo tipo de desagrado en la persecución de todos los días. Una carrera en política está cerrada para él porque ha ofendido el único poder que tiene las llaves». En contraste con los pensadores políticos anteriores, Tocqueville argumentó que un problema grave en la vida política no era que las personas fueran demasiado fuertes, sino que las personas eran «demasiado débiles» y se sentían impotentes, ya que el peligro es que las personas se sintieran «atrapadas en algo que no puedieron controlar», según la interpretación de Kaplan de Tocqueville.

## Estructura
En el volumen I de su obra, Tocqueville se dedica a analizar los elementos de la sociedad americana que han permitido el desarrollo de su sistema de gobierno democrático, republicano y representativo. Al mismo tiempo, los compara constantemente con su natal Francia ––y con Europa, en general–– y critica cualquier extremo al que se ha llegado o pueda llegarse: tanto un gobierno absoluto, como uno ampliamente democrático, pues ambos implican riesgos. El primer volumen está dividido en parte I y parte II.
Por otro lado, el volumen II trata la sociedad americana como tal: sus costumbres, sus ideas, sus métodos filosóficos, y cómo ciertos factores, incluso individuales o familiares, desarrollan fenómenos que la permiten estar en paz. El segundo volumen se divide en cuatro partes: la influencia de la democracia en los movimientos intelectuales de los Estados Unidos; la influencia de la democracia en los sentimientos de los americanos; la influencia de la democracia en las costumbres; y, finalmente la influencia que las ideas democráticas y los sentimientos ejecutan en la sociedad política. 

## Volumen I
La primera parte habla del estado social de los anglo-americanos, que define como “el producto de un hecho, o incluso leyes, o ambas juntas, que definen la causa que rige las costumbres e ideas reguladoras de la conducta de las naciones” (p. 111); asimismo, lo declara como eminentemente democrático, regido por leyes estatales con efectos en la propiedad no sólo material o territorial, sino también familiar, así como el efecto que tiene su división igualitaria: la destrucción de la conexión entre el espíritu de la familia y la preservación de la tierra.
Por otro lado, también habla de las consecuencias políticas, principalmente en lo que él define como la ley de leyes: el principio de soberanía ––que fue el que rigió a la mayoría de las colonias inglesas en América–– latente y crucial, pues asegura que cada individuo tiene una porción igual de soberanía y, por tanto, buscará respetar a la sociedad y sus diferentes uniones ––en tres formas: el municipio, el condado y el Estado–– por el simple hecho de saberla útil para sí mismo y necesaria para regularse[1]. Analiza los tipos de administración descentralizada y sus consecuencias en los Estados Unidos, y menciona que, aunque existe una centralización gubernamental[2], esta se manifiesta principalmente en la sociedad, pues los americanos “no obedecen a un hombre, sino a la justicia o a la ley” (p. 146), y es la acción de fuerzas individuales la que se conjunta con las sociales[3].
En la segunda parte, Tocqueville continúa con las ideas de la primera. Comienza estableciendo que, en América, “las personas son quienes crean la ley y la ejecutan”[4] (p. 206), no obstante, también permite que ocurra un fenómeno inminente: que el gobierno democrático y representativo, en realidad, sea el de la mayoría de los ciudadanos ––quienes, sin embargo, buscan el bien del país––. Para explicar la participación de los ciudadanos[5], Tocqueville habla de los partidos políticos, las asociaciones[6], y cómo éstos convergen en la democracia y representación[7]; asimismo, menciona un fenómeno interesante: la tiranía de la mayoría, que es un obstáculo de los gobiernos democráticos[8]. Sostiene además que “las instituciones democráticas despiertan y activan la pasión por la igualdad, sin ser capaz de satisfacerla por completo” mediante el sufragio universal, y eso contribuye a que la arbitrariedad en los puestos públicos no represente un peligro, incluso aunque la “clase media” sea la que hace la ley (p.237) No obstante, a pesar de reconocer que la constitución política de Estados Unidos es una de las formas que la democracia puede existir, las instituciones americanas no son las únicas que se deben adoptar. (p. 252)
Establece a Estados Unidos como con un “gobierno que sigue la voluntad de su gente[9]” (p.245), que no ha participado en guerras y tiene un reclutamiento de hombres desconocido. Por lo tanto, Tocqueville considera las democracias como las formas más adecuadas de dirigir una sociedad pacífica[10], ya que favorecen el crecimiento de los recursos internos del Estado, y favorece la defensa de los derechos[11] e intereses[12] dentro de su vasta libertad.
En el aspecto económico menciona la cuestión de los impuestos y cómo afectan a las diferentes clases, así como la fijación de salarios (específicamente los de los oficiales) y la manera en la que disminuyen entre mayor es el rango. La razón de esto es que “la democracia usa una suma enorme para satisfacer las necesidades de la gente” (p.240)
1. Asimismo, destaca que no hay sociedad más educada e involucrada en su política, que la americana. Por lo tanto, resulta evidente que la participación es crucial para Estados Unidos.
2. Así como una administrativa. (p. 277)
3. Además, establece que siempre será la fuerza de los ciudadanos en colectivo la que prevalecerá y provocará un mayor bienestar, más que una figura de autoridad gubernamental, pues es imposible que esta tenga los detalles de la vida de toda su población.
4. Es por eso que la misma población nombra a sus representantes cada año, para asegurarse de que el gobierno sigue siendo realmente representativo. No obstante, y como se mencionará más adelante, con el riesgo de que gobierne la mayoría, los partidos constantemente provocan disturbios y se empeñan en buscar el apoyo de las mismas.
5. Dentro de los cuales se manifiesta otra cuestión importante, un nulo odio entre clases sociales. (p.228) No obstante, sí reconoce la existencia de tres clases: los ricos, los que no lo son, pero viven con bien y facilidades, y los que tienen poca o carecen de propiedad. (p.236)
6. Conformadas por minorías.
7. Que considera admirable porque ha sobrepasado los límites de la europea al permitir que incluso hombres no tan remarcables sean encargados de puestos públicos. (p. 227)
8. Aunque, sin embargo, les beneficia que haya dos elecciones para el Senado. De igual manera, considera que, en una democracia, se sabe que el gobierno es un “mal necesario” (p. 232)
9. No obstante, también reconoce el “irritable patriotismo” de los americanos. (p. 257)
10. Además, reconoce que un gran privilegio de los americanos es poder reparar sus errores.
11. Que no son más que “la virtud introducida al mundo político”. (p. 258)
12. Del mayor número de personas de cierto sector o clase.

## Volumen II
La primera parte trata del método filosófico de los americanos, de cómo se guían por las mismas reglas impuestas por ellos mismos, aunque también influenciados por la religión[1], específicamente la cristiana. Por esta misma razón, los americanos se ven obligados a aceptar los dogmas y verdades morales de la cristiandad. (p. 400) Tocqueville enfatiza que, aunque Estados Unidos tiene un Estado y constitución democráticos, su revolución no lo fue. Asimismo, ha percibido que en América, la “mayoría” se hace cargo de crear opiniones[2]. Es precisamente la tiranía de la mayoría la que también los oprime, y los acostumbra a las verdades dadas, a los placeres inmediatos, y a los éxitos sencillos.
No obstante, también reconoce que la religión representa a las creencias dogmáticas más deseables, y que los hombres tienen siempre un interés particular en crearse ideas fijas sobre Dios. A pesar de esto, también establece que mientras los hombres vivan en mayor igualdad y similitud, es más importante que la religión no choque con las ideas aceptadas socialmente y los intereses generales de la mayoría. En Estados Unidos, los sacerdotes y clérigos mantienen su distancia de los asuntos públicos, siendo esto un ejemplo de limitación de la religión dentro de la democracia, pues conocen el “imperio intelectual de la mayoría” (p. 418) y lo respetan.
En la segunda parte, Tocqueville plantea que los individuos nacen amando la igualdad, pero que esta presenta dificultades[3]. Sin embargo, la libertad se ha manifestado de diferentes formas, de manera que las sociedades democráticas la han puesto por debajo de la igualdad. Esta subordinación explica por qué las sociedades democráticas últimamente tienden a ser individualistas[4]. Este individualismo, no obstante, ha de ser combatido en las instituciones, pues el despotismo es una garantía casi segura del aislamiento del hombre (p. 480), y las asociaciones[5] entre similares son las que conformarían entonces la vida civil.
En la tercera parte se analiza la influencia de la democracia en la familia y las estructuras de relaciones sociales y sus individuos ––específicamente en las mujeres––. Tocqueville establece que en Estados Unidos la familia no existe[6]. Los aspectos que modifican las relaciones familiares son el poder de las opiniones de la figura de autoridad, la división del patrimonio, y las correspondencias entre los vínculos. Refuerza su idea de que, aunque la democracia asegure la igualdad y esta vuelva a los hijos independientes, al mismo tiempo las relaciones con la comunidad y sus intereses pueden separarlos y diferenciarlos. En otras palabras, la democracia debilita los vínculos sociales, pero afianza los naturales[7]. Por otro lado, al hablar de la mujer, reconoce que la mujer americana goza de los placeres que le son permitidos, sin abandonarse a ellos; no obstante, pierden irremediablemente su independencia con el matrimonio (p. 560), pero que nunca cae como ignorante y simple, sino como conocedora de lo que se espera de ella, y se propone tolerar la nueva condición que ella misma ha elegido. A pesar de esto, los americanos consideran que la naturaleza ha dividido a hombres y mujeres mediante su constitución física y moral, por lo que se empeñan en dividir las funciones de ambos para lograr el progreso.
Finalmente, en la cuarta parte, Tocqueville remarca que en su estadía en los Estados Unidos pudo darse cuenta de la facilidad con la que la democracia del Estado social puede convertirse en despotismo (p. 650) Reconoce que los gobiernos democráticos se han vuelto violentos y crueles, pero que sus crisis son muy esporádicas. Asimismo, imagina y especula cómo se verá el nuevo despotismo en el mundo, y cómo puede regularse[8]. Concluye que la nueva sociedad que describe es una naciente, por lo que es imposible de discernir qué pasará tras las revoluciones. Cada sistema tiene sus vicios y virtudes, hay buenos y malos instintos, por lo que es necesario procurar el cuidado en juzgar a las sociedades con ideas tanto actuales como pasadas. Asimismo, critica que la Providencia no ha creado a la raza humana independiente o esclava, y que depende de las naciones de nuestro tiempo si la igualdad llevará a la servidumbre o a la libertad, al progreso o a la miseria (p. 664)
1. La religión fue la que permitió la creación de las sociedades anglo-americanas, por tanto, está inmersa y da fuerza al sentimiento estadounidense.
2. De manera que los individuos ya no tienen que formar las propias.
3. Debido a que puede establecerse en la sociedad civil y no reinar en el mundo político (p. 473)
4. Distinto al egoísmo, el individualismo se refiere a un sentimiento pacífico y reflexivo en el que cada individuo que aísla de la masa y crea una sociedad para su propio uso.
5. De hombres individuales con gustos, pensamientos e intereses similares unidos.
6. Si bien, existe al principio, cuando los hijos crecen se separan y los vínculos se pierden.
7. Mientras acerca a los familiares, separa a los ciudadanos.
8. Ya sea mediante la servidumbre, u otros medios para asegurar la sujeción a ciertos asuntos públicos.

## Importancia
La democracia en América tuvo numerosas ediciones a lo largo del siglo XIX, alcanzando fama de manera inmediata, tanto en Europa como en Estados Unidos, y consagrándose en el siglo XX como un clásico de la ciencia política, la sociología y la historia.
Esta obra de Tocqueville ha sido aclamada por predecir varios acontecimientos que finalmente tuvieron lugar: en ella se predecía la abolición de la esclavitud, o que se produciría un desgarramiento del país en forma de guerra civil.
También advirtió contra la tiranía de las mayorías, el despotismo popular, la violencia partidista y la subordinación de los más capaces a los prejuicios de los ignorantes, así como la ausencia de libertad intelectual y la degradación de la administración pública, la decadencia de la asistencia social, la educación o las bellas artes. Que tales cosas hayan ocurrido o no es hoy en día discutible.
La obra ha sido criticada recientemente por ciertas lagunas: el autor no menciona la pobreza de las grandes ciudades, si bien se puede argumentar que en tiempos de Tocqueville (los años 30 del siglo XIX) la pobreza no era percibida de la misma manera que en épocas posteriores.
Tocqueville le da una gran importancia a la religión no solo como doctrina (ya que él era católico) sino como mecanismo político y medio de crear leyes basadas en las Sagradas escrituras. «Allí se encuentra con fecha 1° de mayo de 1660 un juicio decretando multa a una joven a la que se acusaba de haber pronunciado palabras indiscretas y de haberse dejado dar un beso...» (La democracia en América, Tocqueville, Punto de partida y su importancia, pág. 61). 
Respecto a la religión, Tocqueville explica cómo la doctrina religiosa cristiana se alinea particularmente bien con los valores democráticos de la comunidad: el amor al prójimo, la libertad y la igualdad (2010, p. 468).
El autor señala que, a pesar de que existen diferentes doctrinas cristianas (incluidas las católicas) en Estados Unidos, esto no representa un problema, ya que difieren en temas dogmáticos que no están relacionados con el trato al prójimo ni con la gobernanza de una sociedad (2010, p. 472-474).

## Lecturas
Según Kloppenberg (2006), teóricos tanto de la derecha como de la izquierda han interpretado a Tocqueville de diversas maneras. La izquierda lo ha tachado de apologista de estructuras opresivas de poder, mientras que la derecha ha enaltecido su crítica hacia el consumismo, el individualismo y la falta de valores como características nocivas para una sociedad. Un tercer grupo, que incluye a juristas, antropólogos e historiadores, ha adoptado una perspectiva que analiza la obra del autor en virtud de su estructura. Autores como Hans Kelsen y el propio Kloppenberg —mencionado en reiteradas ocasiones— destacan cómo el método analítico de Tocqueville marcó un parteaguas para la conceptualización y el estudio de la sociedad y la política.
Por otro lado, Benson (2017) destaca cómo las vivencias de Tocqueville en América le hicieron notar que este régimen podía esconder estructuras de opresión aristocráticas a través de instituciones como el sistema penitenciario. Para Tocqueville y su compañero de viaje, Beaumont, los ciudadanos estadounidenses justificaban esta institución porque parecía surgir del consenso democrático, cuando en realidad representaba la máxima expresión del poder absoluto del Estado sobre sus ciudadanos. Además, desde los inicios de la nación, las prisiones funcionaron como un mecanismo de segregación racial, ya que estaban predominantemente pobladas por afroamericanos y se convirtieron en una extensión de la esclavitud: transformaban a los presos en ciudadanos de segunda clase, despojándolos de derechos como el voto y la participación política. Tras su viaje a Estados Unidos, Tocqueville se convirtió en un recalcitrante abolicionista.
La lectura de Kelsen describe cómo Tocqueville analiza a Estados Unidos y sus instituciones a través de sus mecanismos. Tocqueville estudia el papel de las leyes, las tradiciones y la cultura en la sociedad estadounidense y cómo estos factores moldean las instituciones del país. Dicho lo anterior, Tocqueville no otorga el mismo nivel de importancia al proceso inverso: cómo las instituciones influyen y configuran a la sociedad.